# Wojciech Gajewski
Wojciech Gajewski (1954) è un dirigente sportivo ed ex sciatore alpino polacco.

## Biografia
Specialista delle prove tecniche, Gajewski fece parte della nazionale polacca dal 1976 al 1985; gareggiò in Coppa del Mondo e in Coppa Europa ma ottenne l'unico piazzamento internazionale di rilievo in occasione dei Mondiali di Garmisch-Partenkirchen 1978, dove si classificò 8º nella combinata. Non prese parte a rassegne olimpiche e dopo il ritiro è divenuto delegato tecnico nei quadri della Federazione internazionale sci e snowboard.

## Palmarès

### Campionati polacchi
- 15 ori[1]